# Quebrada del Toro

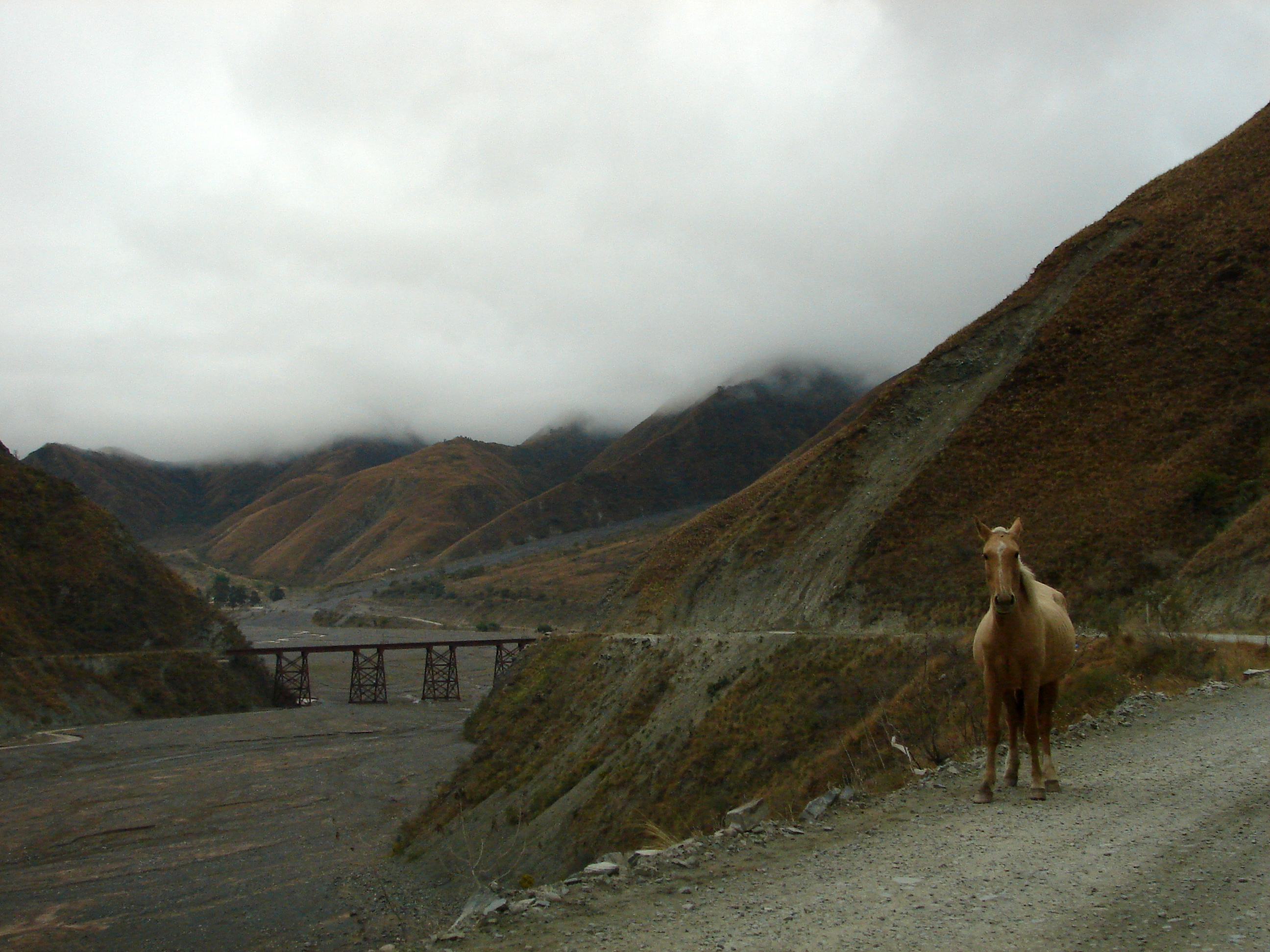
Quebrada del Toro. De fondo, primer viaducto que cruza el Tren a las nubes durante su recorrido.

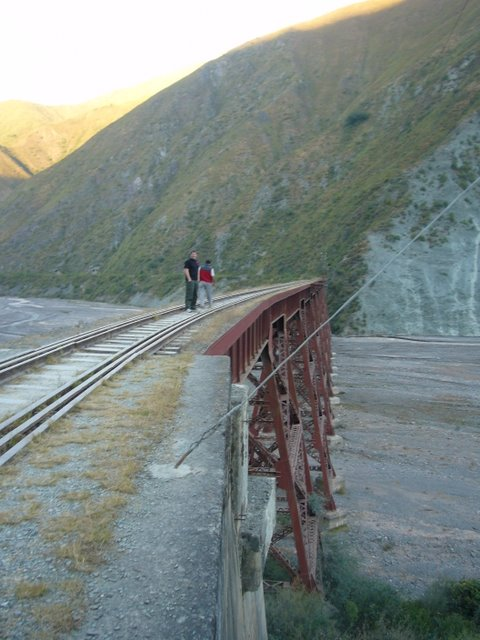
Viaducto del Toro en la quebrada homónima.

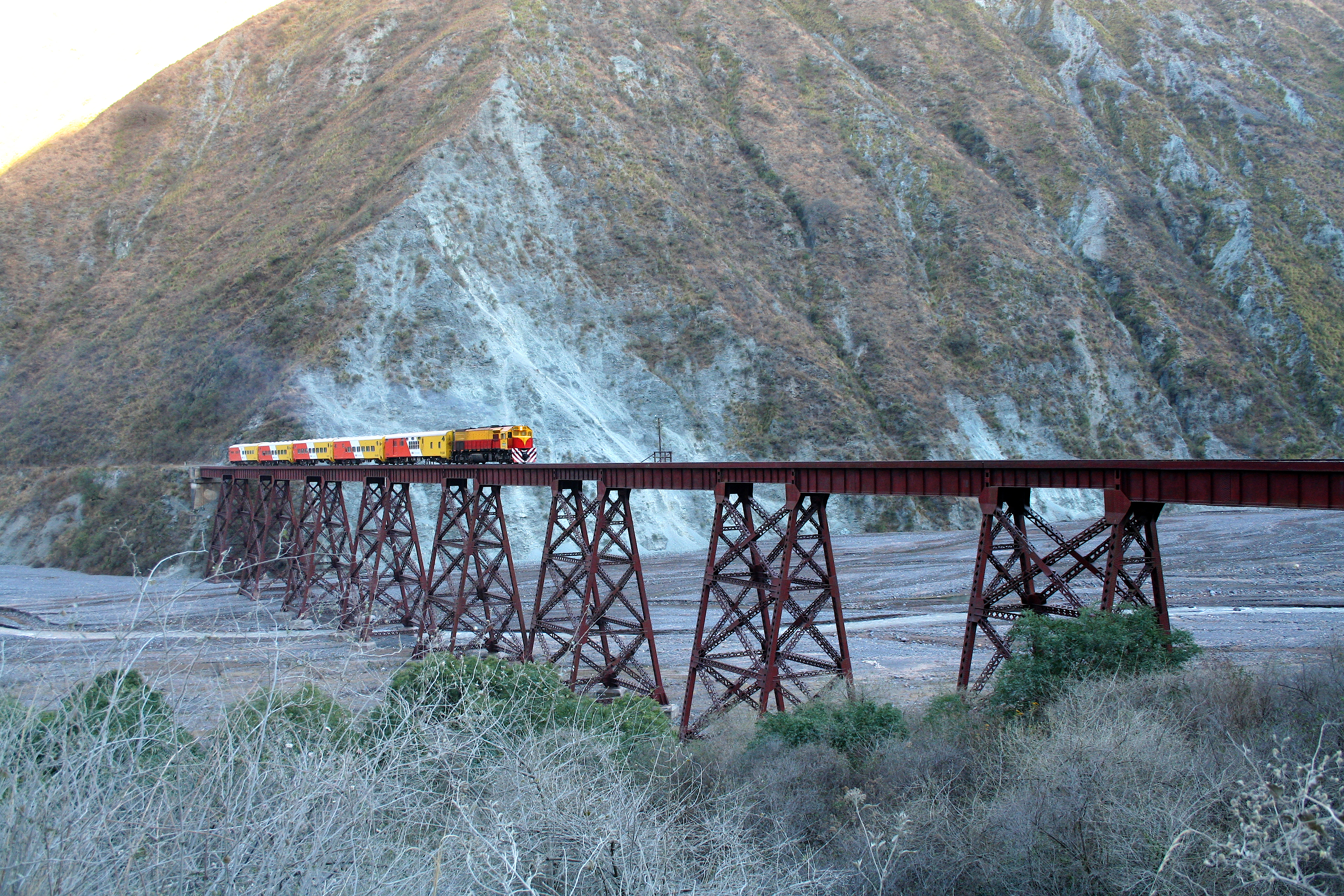
Tren a las nubes en el viaducto del Toro.

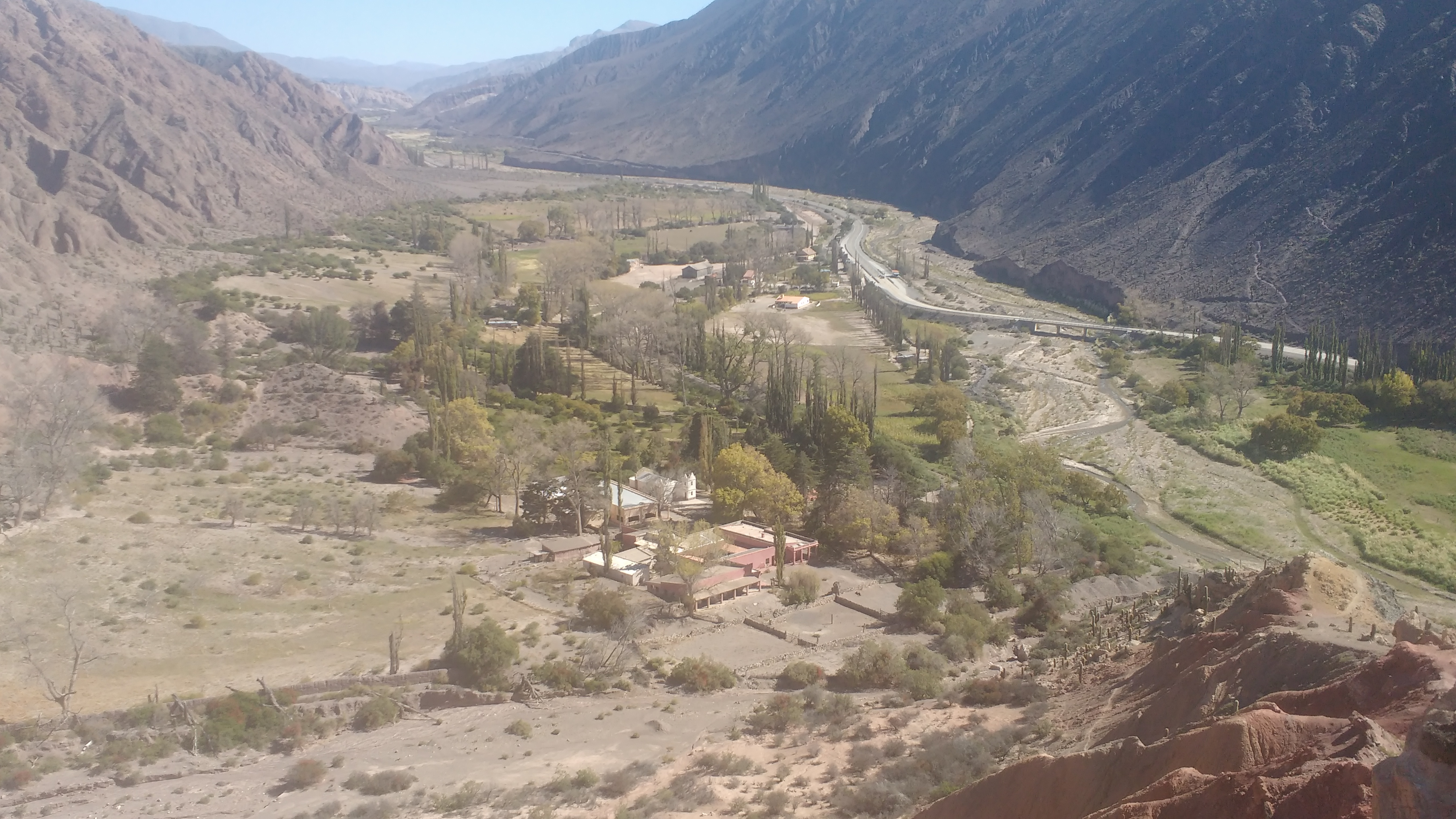
Vista panorámica de la localidad de Ingeniero Maury.

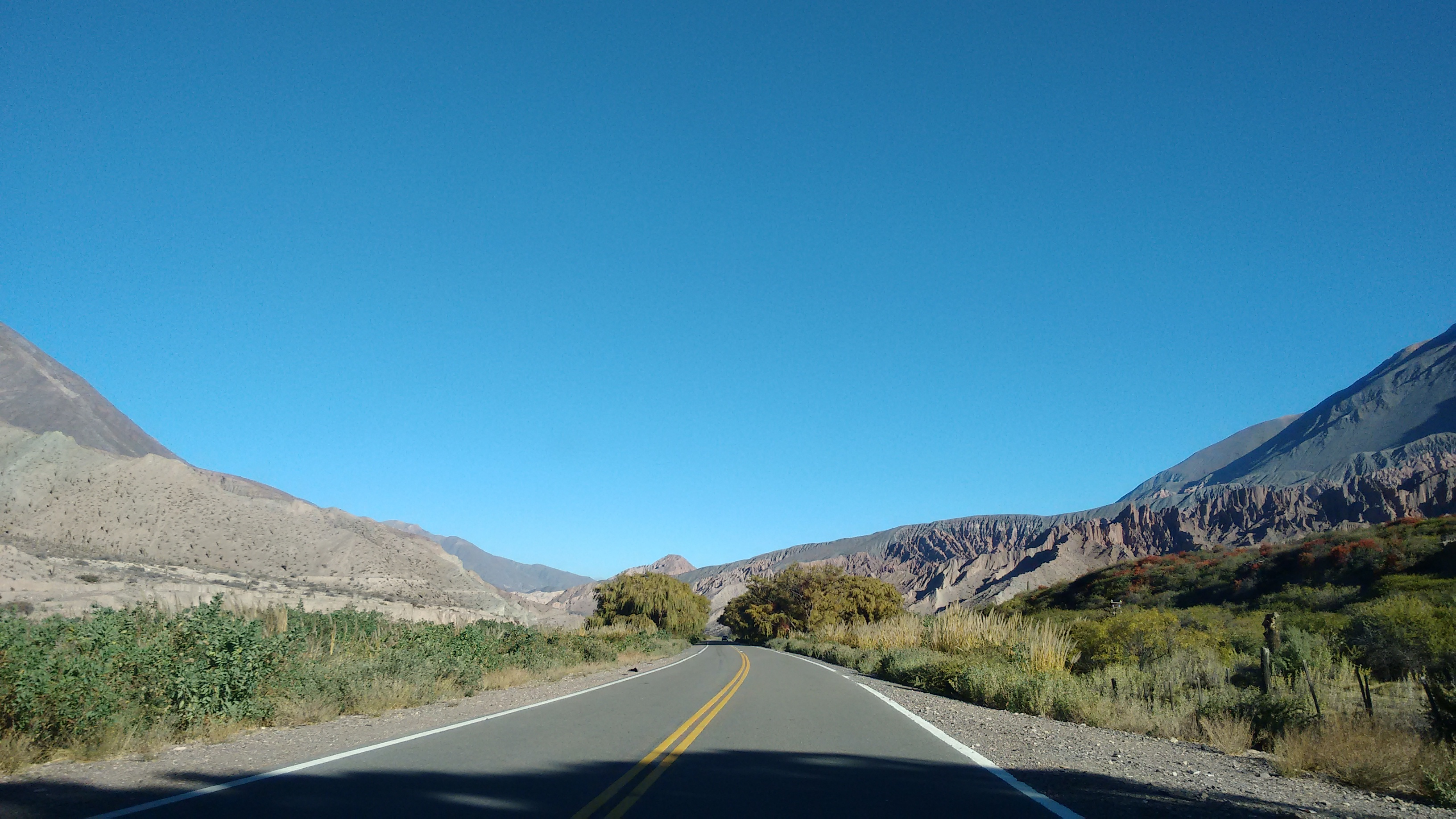
Quebrada del Toro, Salta

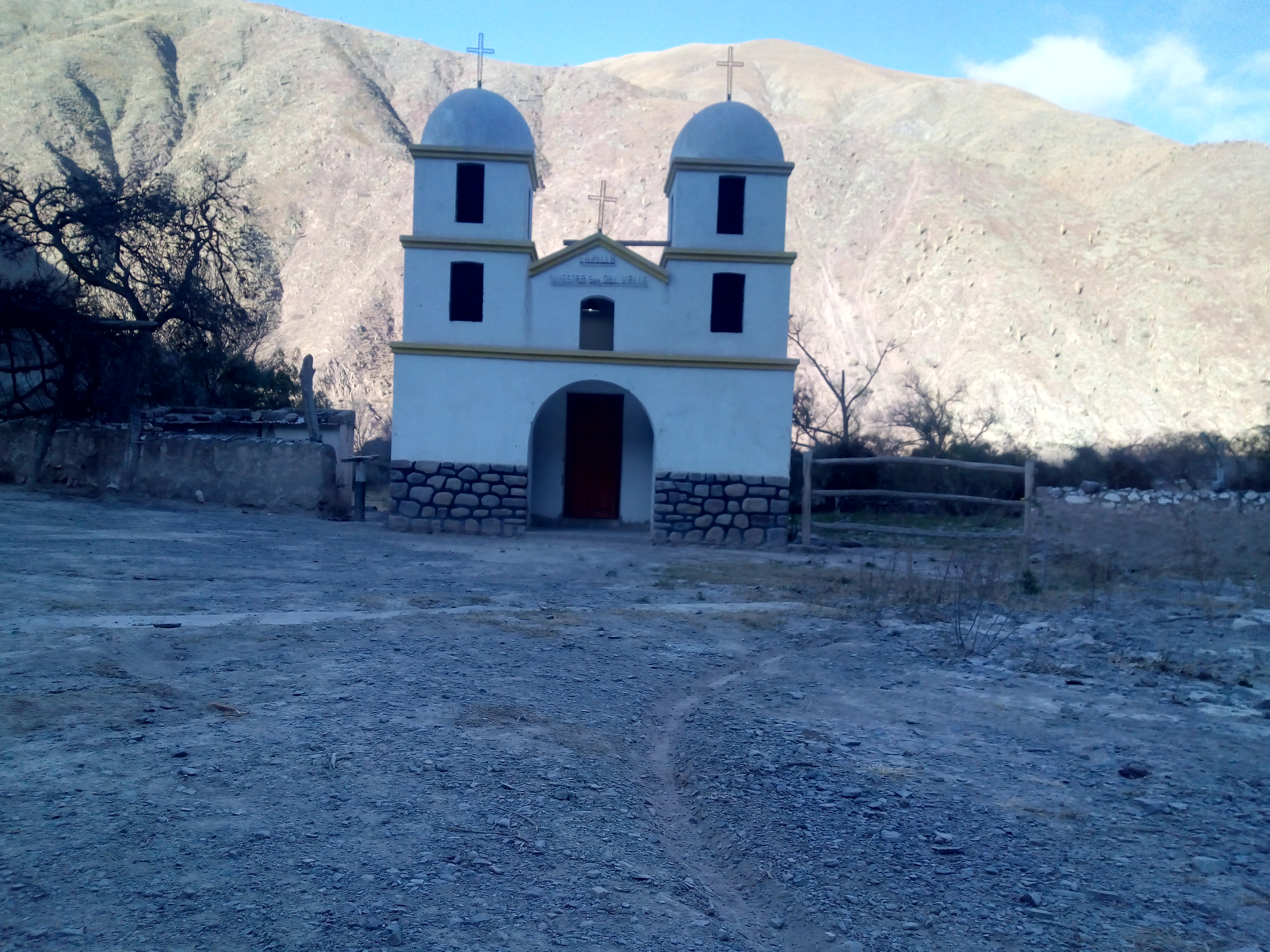
Capilla que lleva el nombre de la patrona del pueblo de Chorrillos, la Virgen del Valle. Su fiesta patronal se realiza todos los 8 de diciembre.

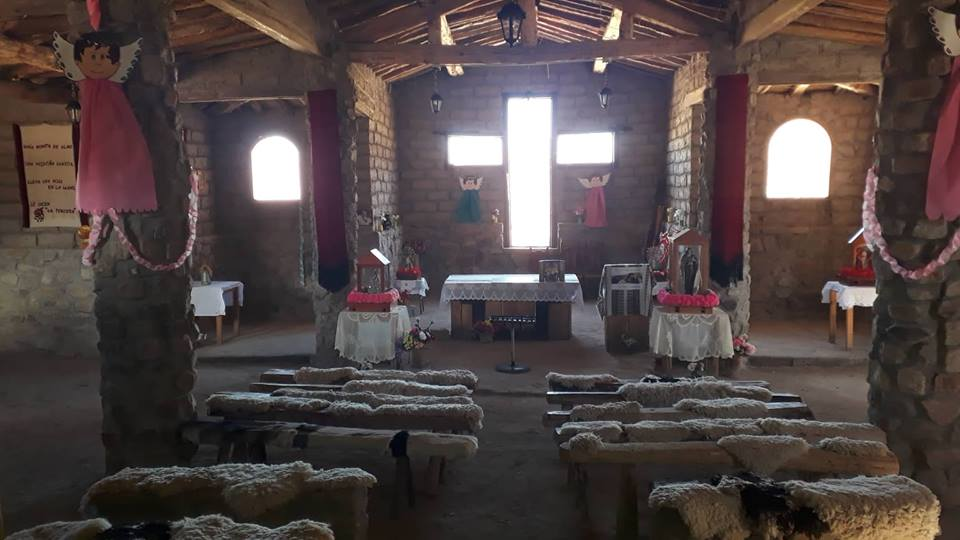
Capilla más nueva de la Quebrada del Toro, construida en el año 2005, dedicada a Santa Teresita. Sus cimientos son de piedra con paredes de adobe y su techo es de madera de cardón, caña y torta de barro. En su interior se destaca la cruz del altar diseñada sobre el muro posterior, que al estar perforada y cubierta con vidrio genera una integración total con el paisaje. Esta iglesia es fruto del trabajo de toda la comunidad de El Rosal junto al Padre Chifri.

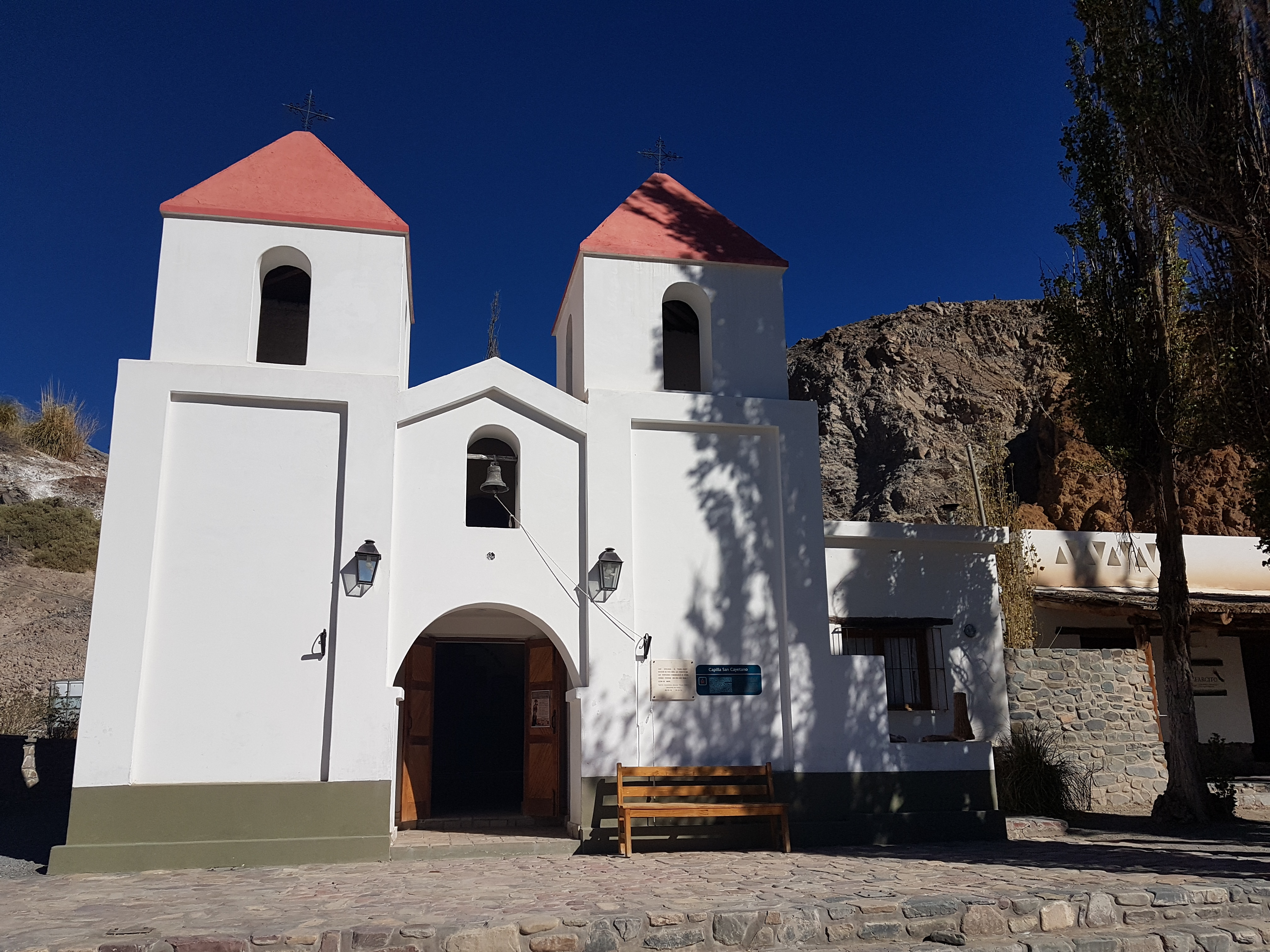
Capilla en honor a San Cayetano. Construida en los años 1915 aprox. Remodelada y ampliada en el año 2012. En su interior se encuentran sepultados los restos del Padre Chifri, fallecido el 23 de noviembre de 2011. Éste fue el fundador del Colegio Secundario albergue de Montaña "El Alfarcito" N° 8214.

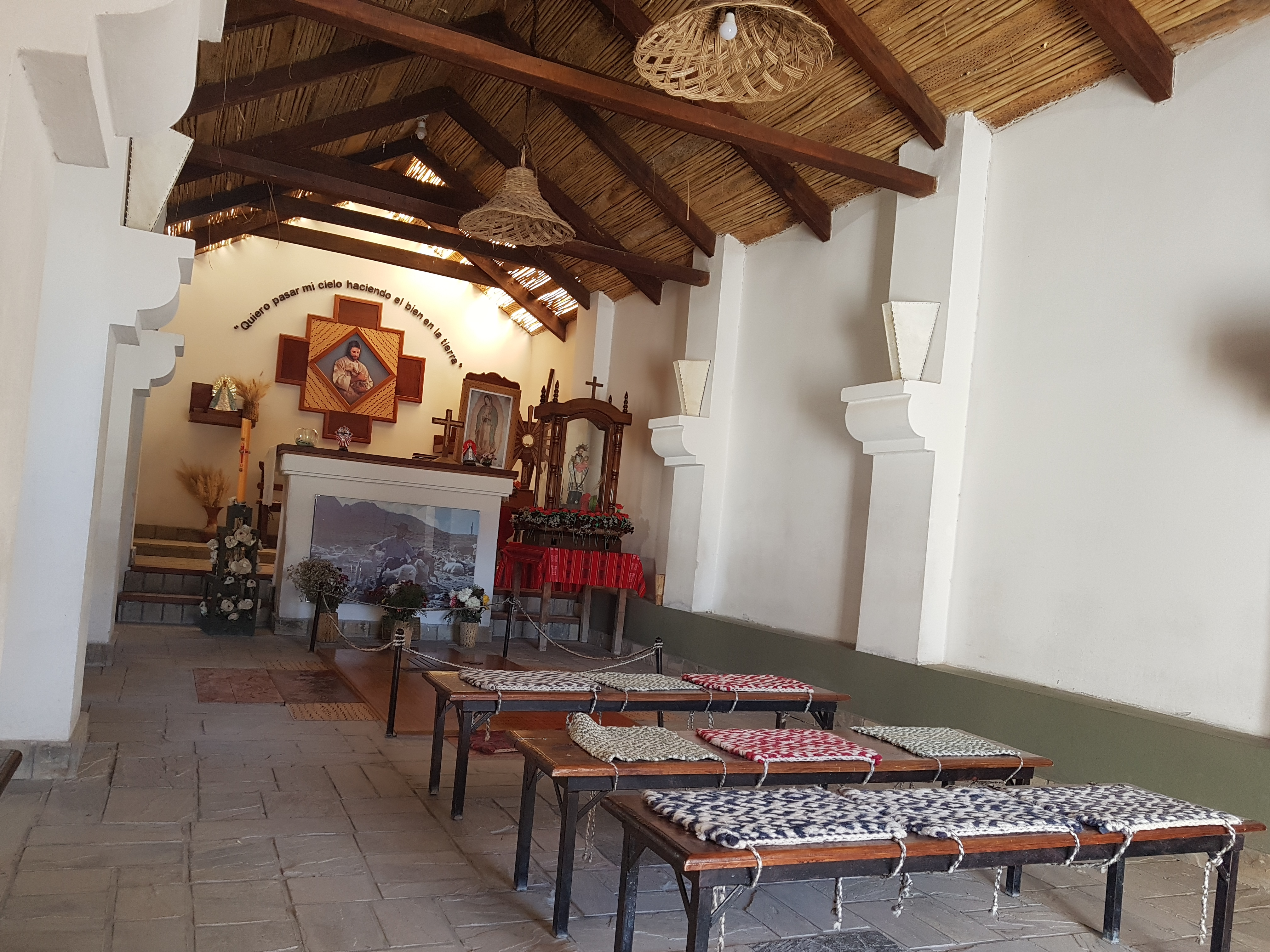
Interior de la Capilla San Cayetano, lugar donde se encuentran sepultados los restos del Padre Chifri. El Alfarcito.

La quebrada del Toro es un accidente geográfico (quebrada) ubicado entre la localidad de Campo Quijano (1521 m) y Puerta Tastil, en el Departamento Rosario de Lerma, en la provincia de Salta, Argentina. Por ella circula un tramo del llamado Tren de las Nubes, del ramal C-14 del Ferrocarril General Belgrano.

## Descripción
Forma parte del sistema de cañones de los Andes del noroeste argentino que descienden de la cara oriental de la Puna de Atacama desde alturas que superan los 5 000 m sobre el nivel del mar hasta alcanzar los valles inferiores, en el caso de la del Toro, el sudoeste del valle de Lerma.
Con unos 90 km de longitud desde los Altos de Muñano al oeste, con su mayor altura en Abra Blanca (4180 m s. n. m.), y Campo Quijano al este, el cañón del Toro tiene una orientación general noroeste-sudeste con una pendiente general de alrededor del 3 %, y está flanqueado por sierras que se elevan por encima de los 4000 m s. n. m., llegando con el Nevado de Chañi a los 5896 m.
Por el tramo inferior de la quebrada, entre Campo Quijano e Ingeniero Maury (2358 m), corre el río Toro estrechamente encajonado entre rocas de la Formación Puncoviscana, a lo largo de unos 26 kilómetros.
A partir de Ingeniero Maury, una falla geológica pone en contacto las lajas duras y grises de la Formación Puncoviscana con rocas terciarias más blandas y de color rojizo, que sufren mayor erosión por lo que la quebrada se hace más ancha hasta llegar a Puerta de Tastil.
Aunque no se conoce con certeza el origen del topónimo, se supone que es una palabra indígena que hace referencia al barro, ya que con las lluvias verano sus aguas corren torrenciales y barrosas.
A 25 km de Campo Quijano se encuentra Chorrillos (2111 m s. n. m.), donde hay una capillita dedicada a la Virgen del Rosario, y 10 km después Ingeniero Maury, que debe su nombre a Richard Maury, quien diseñó y construyó el Ramal C-14. Maury posee una estación de ferrocarril y en las cercanías se encuentra el yacimiento arqueológico Incahuasi, restos de una fortaleza incaica construida por el Inca Túpac Yupanqui o por su hijo Huayna Cápac declaradas Monumento Histórico Nacional el 10 de diciembre de 1945 por decreto N.º 30833. Sigue Gobernador Manuel Solá (2555 m s. n. m.), donde el paisaje se torna más árido muestra, además de la mayor erosión mencionada, evidencia de la explotación de diversos minerales (hierro, plomo, plata, etc.).
Sobre las serranías ubicadas al oriente de la quebrada se encuentra un importante tramo de camino incaico. En el área se han identificado más de 25 sitios arqueológicos así como pequeñas estructuras de forma circular situadas en las cumbres de lomadas a una distancia promedio de 150 metros, lo que permitía establecer un contacto visual directo que hace suponer que hayan cumplido la función de puestos de observación o de comunicación.
Además del ferrocarril el cañón es recorrido, por el río y en parte por la cornisa, por la ruta nacional  51. El Viaducto del Toro cruza el cañón de banda a banda.

## Ruinas de Incahuasi
Declarado Monumento Histórico Nacional el 10 de diciembre de 1945 por decreto N.º 30833, este antiguo pucará, hoy en ruinas, se encuentra en el departamento Rosario de Lerma a 2860 m s. n. m., más precisamente en los potreros de Uriburu, entre las quebradas de Incahuasi y del Toro, junto al arroyo Incamayo. Denominado también «Silla del Inca» o «Sillón del Inca», los investigadores expresan que se trata de los restos de una antigua fortaleza incaica que servía para mantener los dominios sobre las tribus diaguitas, atacamas, humahuacas, chiriguanos o lules, construida en tiempos del Inca Yupanqui o de Huaina Capac en el siglo XV.